# Roger Hallam
Julian Roger Hallam (nacido el 4 de mayo de 1966) es un activista medioambiental británico cofundador de Extinction Rebellion.  Hallam ha dicho que el holocausto durante la II Guerra Mundial fue "casi un evento normal".

## Biografía
Hallam fue anteriormente un granjero orgánico en una granja de 10 acres cercana a Llandeilo en Gales Del sur;  atribuye la destrucción de su empresa a una serie de acontecimientos de tiempo extremo.
Entre 2017 y  2019  estudió un doctorado en desobediencia civil en  el King College de Londres, investigando cómo conseguir cambio social a través de movimientos radicales.
Hallam es cofundador del grupo de presión medioambiental Extinction Rebellion, con Gail Bradbrook y Simon Bramwell.

## Publicaciones con contribuciones de Hallam
- This Is Not A Drill: An Extinction Rebellion Handbook [Esto no es un simulacro: un manual de Rebelión de Extinción]. Londres: Penguin, 2019.ISBN 9780141991443. Hallam contribuye con el ensayo corto "The civil resistance model" [El modelo de resistencia civil].
- "Sentido común para el siglo XXI Archivado el 28 de mayo de 2021 en Wayback Machine.". Abril de 2019. El plan de acción para la rebelión no violenta.